# Мрачная игра
«Мрачная игра» — сюрреалистическая картина испанского художника Сальвадора Дали, созданная в 1929 году. Название картине дал поэт Поль Элюар.

## Описание
На картине представлены типичные для Дали мотивы — саранча, лев, камни, змей, вход во влагалище. В композиции переплетаются фрагменты реальности и выдуманные, навеянные страшными снами, сгустки «биологической» ткани. Наряду с персонажами, которые приближены к реальным прототипам, возникают ирреальные видения, огромные лестницы, ведущие в никуда. На втором плане располагается монумент с надписью: «Gramme — centigramme — milligramme». У подножия монумента размещается, как его скульптурная составляющая, лев с открытой пастью.
В центре композиции:
подобно смерчу, зафиксированному как бы в замедленной съемке, вырастает из тазобедренной части женской фигуры причудливая композиция из амебообразных форм, в которые вплетены изображения кузнечика, птичьей головы (...) голова женщины с деформированным абрисом и закрытыми глазами, ласкающая рука. А завершается эта барочная по характеру движения и экзальтированности конструкция круговоротом из шляп, голов, яйцеподобных форм...
В картине присутствует мотив руки в разных вариациях:
от протянутой словно за подаянием, прикрывающей от стыда, сжимающей, обнимающей до нежно гладящей. Этот мотив есть в картине «Раскрашенные удовольствия», но в значительно меньших эмоционально-смысловых оттенках и значениях. Художник как бы пытается раскрыть неисчерпаемые выразительные, символические, психологические возможности жеста. Рука то обретает чувственное воплощение человеческих страстей, пороков, страданий, радостей, то превращается в закодированный магический знак.
Среди других персонажей на картине изображен человек, испачканный экскрементами (в правой нижней части композиции). Это вызвало беспокойство и споры в кругу сюрреалистов: можно ли считать Дали копрофагом? Эта деталь, так смутившая сюрреалистов, для Дали была лишь одним из многих элементов, которые должны спровоцировать скандал, которого он добивался.